# Melchior von Redern
Melchior Reichsfreiherr von Redern (magyarosan: Rédern Menyhért; Boroszló, 1555. január 6. − Deutsch Brod, 1600. szeptember 20.) császári tábornok a török háborúkban.

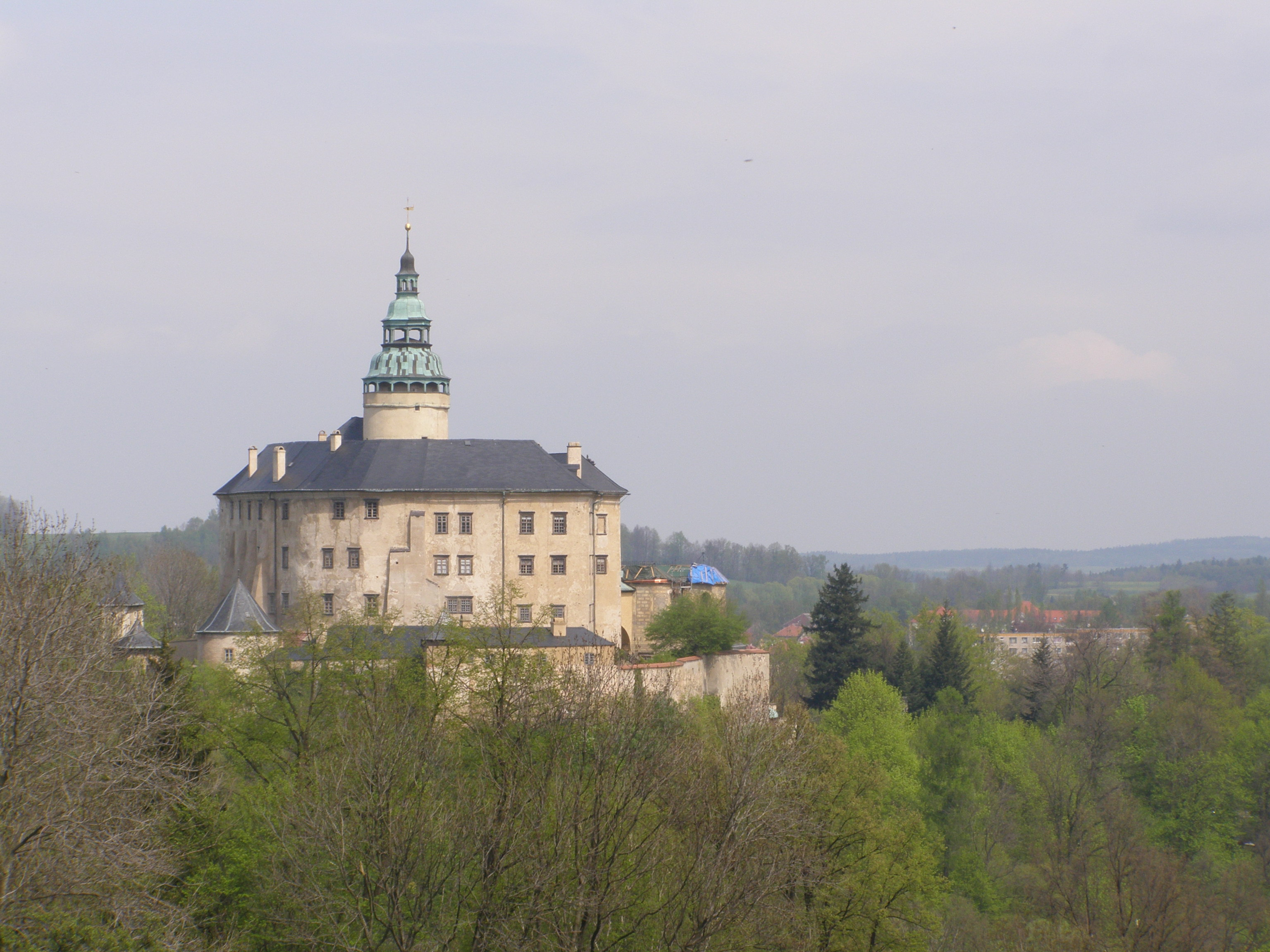
A frýdlanti vár (Csehország)

## Élete
Redern az ősi von Redern nemesi családból származott. Apja, idősebb Friedrich von Redern († 1564-ben) a sziléziai Ruppersdorf, Tost és Peiskretscham, valamint a csehországi Friedland birtokosa volt. Salomena nevű anyja a Schönaich családból származott.
Redern 1575 óta a Habsburgok katonai szolgálatában harcolt a törökök ellen a királyi Magyarországon. Ezután lengyelországi és hollandiai csatákban vett részt. 1581-ben II. Rudolf a friedlandi birtokokat, köztük Reichenberget és Seidenberget Melchiornak és testvéreinek, Hansnak, Georgnak és Christophnak adta. 1582-ben Melchior von Redern feleségül vette Katharina Schlicket. Ugyanebben az évben visszatért a császári hadseregbe, és 1588-ban ezredessé léptették elő.
1585 és 1587 között Melchior és testvére, Christoph († 1591. szeptember 3.) felépíttette Reichenberg várát. Reichenberget a polgármestere (és valószínűleg féltestvére), Joachim Ulrich von Rosenfeld fejlesztette fel.
Testvérei halála után Melchior von Redern lett a friedlandi uradalom egyedüli tulajdonosa 1591-től. Ugyanebben az évben született egyetlen fia, Christoph. Az 1300 fős sziléziai lovasezred parancsnokaként 1593. június 22-én a sziszeki csatában legyőzte a török túlerőt. Ugyanezt tette 1593. szeptember 30-án a pápai csatában.
A protestáns Redern elősegítette a friedlandi uradalom és különösen a Jizera-hegység gazdasági fejlődését. 1584-ben megalapította Böhmisch Neustadt bányavárost, 1594-ben pedig Weißbach falut.
1598-ban Redern 2000 emberrel védte Nagyváradot 60 000 török és tatár ellen, akik öt héten át (szeptember 29-től – november 3-ig) tartó ostrom után elvonultak. E szolgálatért 1599. május 16-án Prágában II. Rudolf lovaggá ütötte, és báróvá tette. Ezzel egyidőben az Udvari Haditanács elnökévé nevezték ki, és a legjelentősebb magyar erődítmény, a győri vár parancsnokságát kapta.
Schwarzenberg Adolf gróf a pápai csatában való halála után Redern 1600-ban vette át a parancsnokságot a lázadó francia és vallon zsoldosok által elfoglalt pápai vár megrohanására, amit augusztus 9-én egy napon belül egy véres mészárlás során el is foglalt. 1600. augusztus 11-én Melchior von Redern titkos tanácsost Bécsben tábornaggyá léptették elő.

## Halála
1600-ban  Redern Győrből Friedlandba utazott, hogy kigyógyíttassa magát egy betegségéből, amelyet a Bécsbe vezető úton kapott el. Útközben meghalt a Deutsch Brod-i Zum Goldenen Hirsch fogadóban. Földi maradványait Friedlandba szállították, és ott temették el 1601. január 6-án a friedlandi esperesi templom Redern családi kriptájában. A díszített ónkoporsót 1601-ben, Georg Wildt  harangöntő készítette.

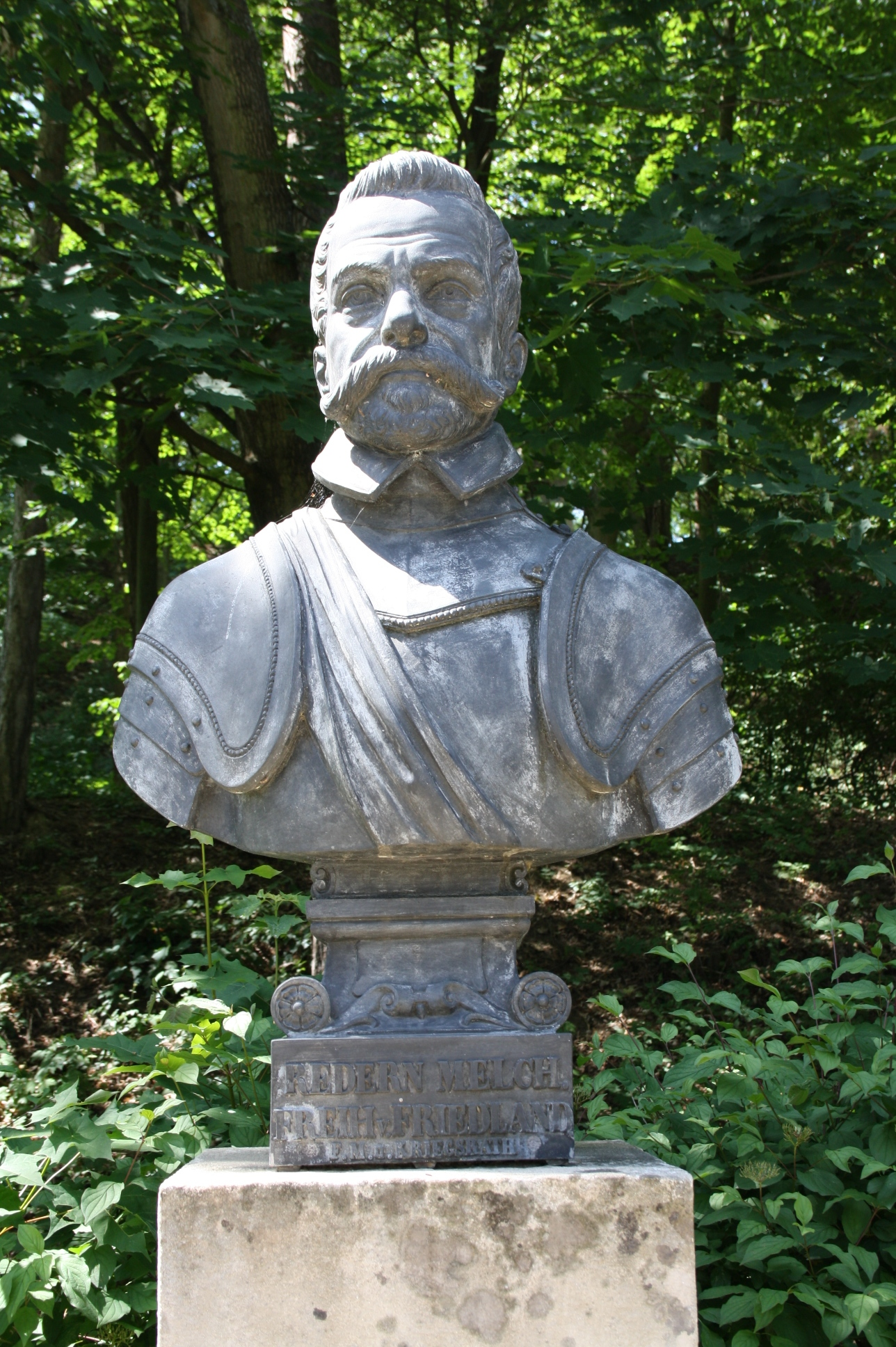
Mellszobra a Heldenberg emlékhelyen

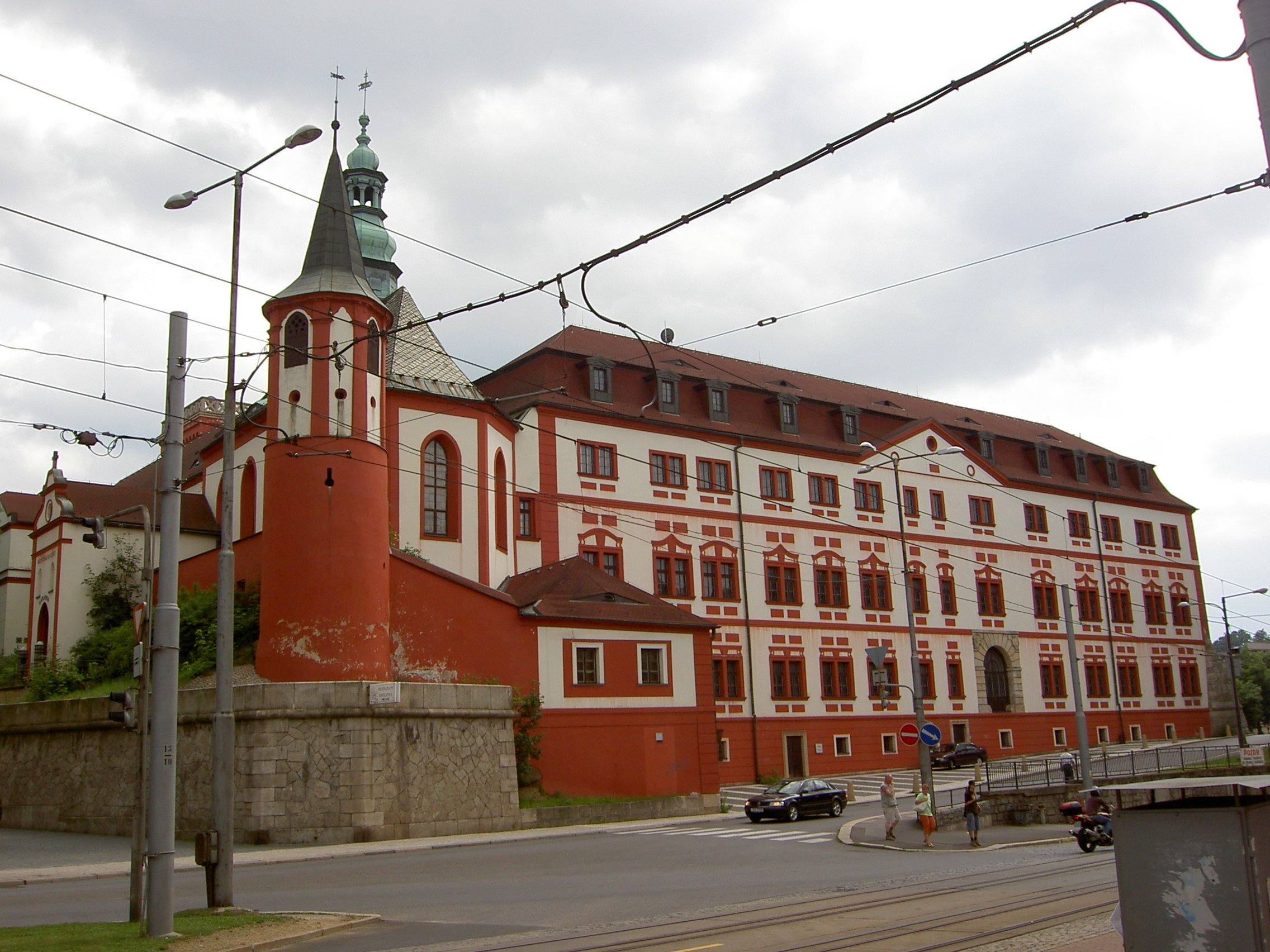
A libereci vár (Csehország)

## Emlékezete
1605-ben márványsírt építettek Redern számára, bronzszoborral.

## Forrás
Felix Stieve: Rödern, Melchior Freiherr von. In: Allgemeine Deutsche Biographie (ADB).  29. kötet, Duncker & Humblot, Leipzig 1889,  23–25. oldal  (németül)

## Fordítás
- Ez a szócikk részben vagy egészben  a   Melchior von Redern című német Wikipédia-szócikk ezen változatának fordításán alapul.  Az eredeti cikk szerkesztőit annak laptörténete sorolja fel. Ez a jelzés csupán a megfogalmazás eredetét és a szerzői jogokat jelzi, nem szolgál a cikkben szereplő információk forrásmegjelöléseként.